# 月亮门

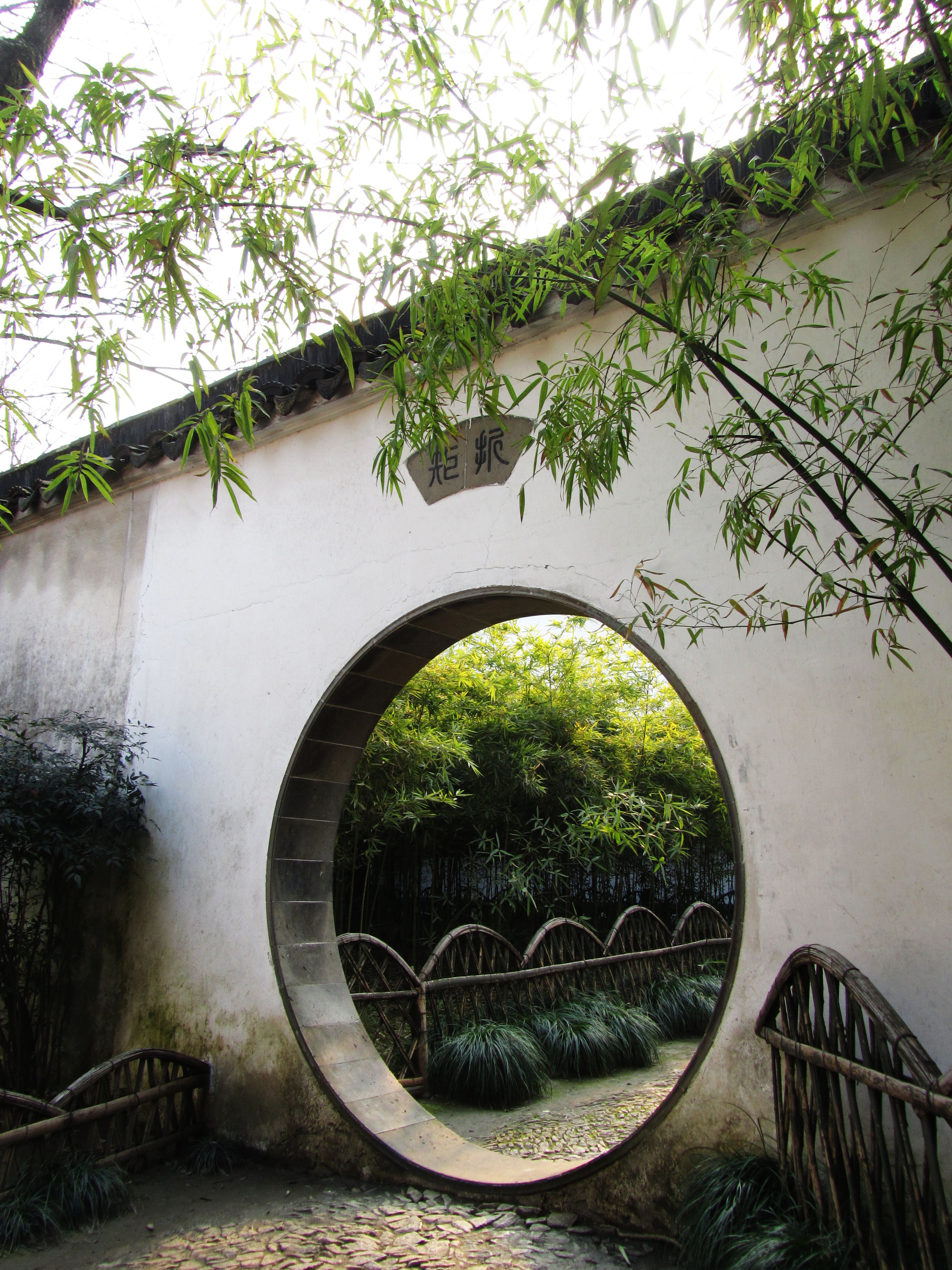
苏州沧浪亭五百名贤祠东侧月洞门，两侧砖额分别为“周规”和“折矩”，意谓名贤皆来回有规，进退有矩

月亮门，又称月洞门或月门，用於中国古典园林，圆形如月而得名，既作为院与院之间的出入通道，又可透过门洞引入另一侧的景观，兼具实用性与装饰性。
中式園林中的月亮门，边缘处留有灰色的装饰边，下部做平不设門檻，上部则设计有点明意境的横向匾额。
月亮門除用于院落之间的分隔与过渡外，亦可用于室内空间。